# International Women's Open 1986
L'International Women's Open 1986 è stato un torneo di tennis giocato sull'erba. È stata la 12ª edizione del torneo di Eastbourne, che fa parte del Virginia Slims World Championship Series 1986. Si è giocato a Eastbourne in Inghilterra, dal 16 al 21 giugno 1986.

## Campionesse

### Singolare
Martina Navrátilová ha battuto in finale  Helena Suková con il punteggio di 3–6, 6–3, 6–4

### Doppio
Martina Navrátilová /  Pam Shriver hanno battuto in finale  Claudia Kohde Kilsch /  Helena Suková con il punteggio di 6–2, 6–4